# Daniel Nestor
Daniel Mark Nestor, nascido como Daniel Nestorović (Belgrado, 4 de Setembro de 1972) é um tenista profissional canadense, pois foi criado na área de Toronto no Canadá, mas ele nasceu em Belgrado na Iugoslávia. Foi número 1 do ranking mundial masculino na corrida de duplas em 2002, tendo terminado na liderança do ranking mundial em 2004 e 2008. Foi o primeiro duplista da história a alcançar 1000 vitórias na carreira. Foi o primeiro duplista da história do tênis a ganhar todos os torneios do Grand Slam e Masters Series, ATP Finals e a medalha de ouro olímpica, pelo menos uma vez na carreira. É dono de uma carreira de muito sucesso como duplista, pois já disputou 150 finais e dessas conquistou 91 títulos ATP nas duplas.

## Biografia
Nome completo é Daniel Mark Nestor. Nasceu no ano de 1972 em Belgrado na antiga Iugoslávia, em seguida, mudou-se em 1976 para o Canadá com seus pais. Sua esposa se chama Natasha (é casado desde 24 de julho de 2005); Suas filhas são: Tiana Alexis (nascida em 15 de dezembro de 2008) e Bianca Salgueiro (nascida em 2 de marco de 2013). É fã do Montreal Canadiens (NHL) e Pittsburgh Steelers (NFL). Em 2011 ganhou uma estrela na Calçada da Fama do Canadá em Toronto. Já em 2012, recebeu o grau honorário pela Universidade Iorque.

## Carreira
Daniel Nestor se profissionalizou em 1991. Em 1992, estreou na Copa Davis e naquele ano derrotou o então número um do mundo Stefan Edberg em uma partida de simples da competição em Vancouver. Ele fez parte do time que fez história para o Canadá em 2013, quando foram a primeira equipe canadense na Era Aberta a chegar às semifinais do Grupo Mundial da Davis.
Em 1994 conquistou sua primeira taça como profissional. Ao longo da carreira já ganhou os maiores títulos possíveis em duplas: Grand Slams, ATP World Tour Finals, Olimpíadas, Masters 1000, ATPs 500 e 250. Daniel Nestor possui 88 títulos de duplas pela ATP, sendo que os mais importantes são: 12 Grand Slams (sendo 8 em duplas e 4 em duplas mistas) e 4 ATP World Tour Finals. Por ter ganho todos os títulos do Grand Slam de tênis como duplista, ele está incluído na restrita lista dos tenistas que conquistou em duplas a todos os títulos de Grand Slams da turnê masculina.
Foi número 1 do ranking mundial masculino na corrida de duplas em 2002, tendo terminado na liderança do ranking mundial em 2004 e 2008.
Nestor disputou as olimpíadas de Atlanta, Sydney e Atenas. E ganhou o ouro olímpico em duplas, ao lado do compatriota Sébastien Lareau, nos Jogos Olímpicos de Sydney em 2000.
Em janeiro de 2016, aos 43 anos, Nestor se tornou o primeiro duplista da história a alcançar 1000 vitórias na carreira. Sua primeira vitória como duplista foi ao lado de Sébastien Lareau, em Auckland, em janeiro de 1993, já a milésima foi ao lado do mineiro Marcelo Melo, na primeira rodada do torneio de Sydney, em janeiro de 2016.

### Grand Slam finais

#### Duplas: 16 (8 títulos, 8 vices)
| Posição | Ano  | Campeonato          | Piso   | Parceira       | Oponentes                            | Placar                            |
| ------- | ---- | ------------------- | ------ | -------------- | ------------------------------------ | --------------------------------- |
| Vice    | 1995 | Australian Open     | Duro   | Mark Knowles   | Jared Palmer Richey Reneberg         | 3–6, 6–3, 3–6, 2–6                |
| Vice    | 1998 | Roland Garros       | Saibro | Mark Knowles   | Jacco Eltingh Paul Haarhuis          | 3–6, 6–3, 3–6                     |
| Vice    | 1998 | US Open             | Duro   | Mark Knowles   | Sandon Stolle Cyril Suk              | 6–4, 6–7, 2–6                     |
| Campeão | 2002 | Australian Open (1) | Duro   | Mark Knowles   | Michaël Llodra Fabrice Santoro       | 7–6(7–4), 6–3                     |
| Vice    | 2002 | Roland Garros       | Saibro | Mark Knowles   | Paul Haarhuis Yevgeny Kafelnikov     | 5–7, 4–6                          |
| Vice    | 2002 | Wimbledon           | Grama  | Mark Knowles   | Jonas Björkman Todd Woodbridge       | 1–6, 2–6, 7–6(8–6), 5–7           |
| Vice    | 2003 | Australian Open     | Duro   | Mark Knowles   | Michaël Llodra Fabrice Santoro       | 4–6, 6–3, 3–6                     |
| Campeão | 2004 | US Open (1)         | Duro   | Mark Knowles   | Leander Paes David Rikl              | 6–3, 6–3                          |
| Campeão | 2007 | Roland Garros (1)   | Saibro | Mark Knowles   | Lukáš Dlouhý Pavel Vízner            | 2–6, 6–3, 6–2                     |
| Vice    | 2008 | Roland Garros       | Saibro | Nenad Zimonjić | Pablo Cuevas Luis Horna              | 2–6, 3–6                          |
| Campeão | 2008 | Wimbledon (1)       | Grama  | Nenad Zimonjić | Jonas Björkman Kevin Ullyett         | 7–6(14–12), 6–7(3–7), 6–3, 6–3    |
| Campeão | 2009 | Wimbledon (2)       | Grama  | Nenad Zimonjić | Bob Bryan Mike Bryan                 | 7–6(9–7), 6–7(3–7), 7–6(7–3), 6–3 |
| Vice    | 2010 | Australian Open     | Duro   | Nenad Zimonjić | Bob Bryan Mike Bryan                 | 3–6, 7–6(7–5), 3–6                |
| Campeão | 2010 | Roland Garros (2)   | Saibro | Nenad Zimonjić | Lukáš Dlouhý Leander Paes            | 7–5, 6–2                          |
| Campeão | 2011 | Roland Garros (3)   | Saibro | Max Mirnyi     | Juan Sebastián Cabal Eduardo Schwank | 7–6(7–3), 3–6, 6–4                |
| Campeão | 2012 | Roland Garros (4)   | Saibro | Max Mirnyi     | Bob Bryan Mike Bryan                 | 6–4, 6–4                          |

#### Duplas Mistas: 9 (4 títulos, 5 vices)
| Posição | Ano  | Campeonato          | Piso   | Parceira             | Oponentes                         | Placar           |
| ------- | ---- | ------------------- | ------ | -------------------- | --------------------------------- | ---------------- |
| Vice    | 2003 | US Open             | Duro   | Lina Krasnoroutskaya | Katarina Srebotnik Bob Bryan      | 7–5, 5–7, [5–10] |
| Vice    | 2006 | Australian Open     | Duro   | Elena Likhovtseva    | Martina Hingis Mahesh Bhupathi    | 3–6, 3–6         |
| Vice    | 2006 | Roland Garros       | Saibro | Elena Likhovtseva    | Katarina Srebotnik Nenad Zimonjić | 3–6, 4–6         |
| Campeão | 2007 | Australian Open (1) | Duro   | Elena Likhovtseva    | Victoria Azarenka Max Mirnyi      | 6–4, 6–4         |
| Campeão | 2011 | Australian Open (2) | Duro   | Katarina Srebotnik   | Chan Yung-jan Paul Hanley         | 6–3, 3–6, [10–7] |
| Vice    | 2013 | Roland Garros       | Saibro | Kristina Mladenovic  | Lucie Hradecká František Čermák   | 6–1, 4–6, [6–10] |
| Campeão | 2013 | Wimbledon (1)       | Grama  | Kristina Mladenovic  | Lisa Raymond Bruno Soares         | 5–7, 6–2, 8–6    |
| Campeão | 2014 | Australian Open (3) | Duro   | Kristina Mladenovic  | Sania Mirza Horia Tecău           | 6–3, 6–2         |
| Vice    | 2015 | Australian Open     | Duro   | Kristina Mladenovic  | Martina Hingis Leander Paes       | 4–6, 3–6         |

### ATP finals

#### Duplas: 6 (4 títulos, 2 vices)
| Posição | Ano  | Campeonato   | Piso        | Parceiro       | Oponentes                            | Placar        |
| ------- | ---- | ------------ | ----------- | -------------- | ------------------------------------ | ------------- |
| Vice    | 1998 | Hartford     | Carpete (i) | Mark Knowles   | Jacco Eltingh Paul Haarhuis          | 4–6, 2–6, 5–7 |
| Vice    | 2006 | Shanghai     | Duro(i)     | Mark Knowles   | Jonas Björkman Max Mirnyi            | 2–6, 4–6      |
| Campeão | 2007 | Shanghai (1) | Duro (i)    | Mark Knowles   | Simon Aspelin Julian Knowle          | 6–2, 6–3      |
| Campeão | 2008 | Shanghai (2) | Duro (i)    | Nenad Zimonjić | Bob Bryan Mike Bryan                 | 7–6(7–3), 6–2 |
| Campeão | 2010 | Londres (3)  | Duro (i)    | Nenad Zimonjić | Mahesh Bhupathi Max Mirnyi           | 7–6(8–6), 6–4 |
| Campeão | 2011 | Londres (4)  | Duro (i)    | Max Mirnyi     | Mariusz Fyrstenberg Marcin Matkowski | 7–5, 6–3      |

(i)=Indoor

### Olimpíadas

#### Duplas: 1 (1 ouro)
| Posição | Ano  | Campeonato | Piso | Parceiro         | Oponentes                      | Placar                  |
| ------- | ---- | ---------- | ---- | ---------------- | ------------------------------ | ----------------------- |
| Ouro    | 2000 | Sydney     | Duro | Sébastien Lareau | Todd Woodbridge Mark Woodforde | 5–7, 6–3, 6–4, 7–6(7–2) |